# Sphex
Sphex Linnaeus, 1758 è un genere di insetti apoidei appartenente alla famiglia Sphecidae.

## Tassonomia
Il genere è formato da 118 specie e 4 di esse sono presenti in Italia:
- Sphex afer Lepeletier, 1845
  - Sphex afer afer Lepeletier, 1845
  - Sphex afer sordidus Dahlbom, 1845
- Sphex flavipennis Fabricius, 1793
- Sphex pruinosus Germar, 1817
- Sphex rufocinctus Brullé, 1833